# Comunidad holística
Una comunidad holística (también conocida como cerrada o unitaria) es un ecosistema donde las especies dentro de la comunidad son interdependientes entre sí para mantener el equilibrio y la estabilidad del sistema. Se describe que estas comunidades funcionan como un superorganismo, lo que significa que cada especie juega un papel importante en el bienestar general del ecosistema en el que reside la comunidad; al igual que los orgánulos dentro de una célula, o incluso las células que forman un organismo. Las comunidades holísticas tienen límites difusos y un rango de especies independiente. Coevolución es probable que se encuentran en las comunidades estructuradas según este modelo, como resultado de la interdependencia y las altas tasas de interacción encuentra entre las diferentes poblaciones. Se dice que las composiciones de especies de las comunidades cambian bruscamente en los bordes ambientales (conocidos como ecotonos). 

## Antecedentes
Las ideas de una comunidad holística fueron introducidas por el ecologista de plantas Frederic Clements en 1916. Estas nociones fueron contrarrestadas por Henry Gleason en 1917, cuando propuso el concepto de comunidad individualista/abierta (en aplicaciones a las plantas). No se ha encontrado que ninguno de estos conceptos ecológicos exista en su totalidad, ambas son teorías que pueden aplicarse a las comunidades. Por ejemplo, la composición de una comunidad puede explicarse mejor por el holismo que el individualismo, o viceversa. Este concepto ecológico se basa en el concepto más amplio de holismo, que describe la funcionalidad de cualquier sistema con muchas partes individuales, todas las cuales son extremadamente importantes para la viabilidad del sistema. 
"Una comunidad ha sido vista como un superorganismo con una integridad análoga a la de las células en un organismo. Esta es la visión holística o unitaria de una comunidad, y una defendida por Clements (1916). Consideraba que la comunidad era una unidad altamente integrada que operaba mucho dentro de sí misma con poca interacción con las comunidades circundantes: una comunidad cerrada".
"El modelo holístico considera a todos los seres vivos como sus sujetos que son manifestaciones del Absoluto y parte del todo. Incluye todas las relaciones que surgen entre ellos. La satisfacción más eficiente de su interés es la designación más importante del sistema holístico (comunidad holística). La comunidad holística es igualmente responsable del desarrollo humano y de la evolución armoniosa de todos los demás sujetos del modelo holístico. Los temas del modelo holístico son los siguientes: 
1. Humanidad 2. Animales 3. Plantas 4. Planeta Tierra 5. Seres extraterrestres 6. Cuerpos celestiales 
Esta característica ilustra que el modelo holístico es universal y excede solo las relaciones humanas. No es solo humanista sino también respetuoso con toda la vida en general. La necesidad de identificar a los sujetos en el marco del conjunto es la primera condición para la satisfacción adecuada de sus intereses. Sin diferenciarlos y sin saber bien cómo funcionan, es imposible llevar a cabo una acción racional que tenga como objetivo satisfacer las necesidades de todos en el sistema y refinar su entorno".